# Funambulus layardi
Funambulus layardi is een zoogdier uit de familie van de eekhoorns (Sciuridae). De wetenschappelijke naam van de soort werd voor het eerst geldig gepubliceerd door Blyth in 1849.

## Voorkomen
De soort komt voor in Sri Lanka.